# Mistrzostwa Świata w Półmaratonie 2005
14. Mistrzostwa Świata w Półmaratonie – zawody lekkoatletyczne, które odbyły się 1 października 2005 roku w kanadyjskim mieście Edmonton. W imprezie nie brali udziału reprezentanci Polski

## Rezultaty

### Mężczyźni

#### Indywidualnie
| Pozycja | Zawodnik              | Czas     |              |
| ------- | --------------------- | -------- | ------------ |
| 1       | Fabiano Joseph Naasi  | Tanzania | 1:01:08      |
| 2       | Mubarak Hassan Shami  | Katar    | 1:01:09 (NR) |
| 3       | Yonas Kifle           | Erytrea  | 1:01:13      |
| 4       | Sileshi Sihine        | Etiopia  | 1:01:14      |
| 5       | Abebe Dinkesa Negera  | Etiopia  | 1:01:53 (PB) |
| 6       | John Yuda Msuri       | Tanzania | 1:02:11      |
| 7       | James Mwangi Macharia | Kenia    | 1:02:25      |
| 8       | Kazuo Ietani          | Japonia  | 1:02:26      |

#### Drużynowo
| Pozycja | Reprezentacja | Skład drużyny                                      |
| ------- | ------------- | -------------------------------------------------- |
| 1       | Etiopia       | Sileshi Sihine Abebe Dinkesa Negera Leshane Yegezu |
| 2       | Erytrea       | Yonas Kifle Yared Asmerom Tesfayohannes Mesfen     |
| 3       | Japonia       | Kazuo Ietani Takayuki Matsumiya Takanobu Otsubo    |

### Kobiety

#### Indywidualnie
| Pozycja | Zawodnik            | Reprezentacja | Czas         |
| ------- | ------------------- | ------------- | ------------ |
| 1       | Constantina Tomescu | Rumunia       | 1:09:17 (SB) |
| 2       | Lornah Kiplagat     | Holandia      | 1:10:19 (SB) |
| 3       | Susan Chepkemei     | Kenia         | 1:10:20      |
| 4       | Galina Bogomolova   | Rosja         | 1:10:34 (PB) |
| 5       | Mihaela Botezan     | Rumunia       | 1:10:36 (SB) |
| 6       | Madaí Pérez         | Meksyk        | 1:10:37 (PB) |
| 7       | Lidiya Grigoryeva   | Rosja         | 1:11:01 (SB) |
| 8       | Nuta Olaru          | Rumunia       | 1:11:07      |

#### Drużynowo
| Pozycja | Reprezentacja | Skład drużyny                                         |
| ------- | ------------- | ----------------------------------------------------- |
| 1       | Rumunia       | Constantina Tomescu Mihaela Botezan Nuta Olaru        |
| 2       | Rosja         | Galina Bogomolova Lidiya Grigoryeva Irina Timofiejewa |
| 3       | Japonia       | Terumi Asoshina Hiromi Ominami Yoko Yagi              |